# Elsa Martinelli
Elsa Tia, més coneguda pel nom artístic d'Elsa Martinelli, (Grosseto, 30 de gener de 1935 - Roma, 8 de juliol de 2017) fou una actriu italiana.

## Biografia[2]
Filla d'una família nombrosa i molt pobra, Elsa Martinelli es converteix en model internacional gràcies a la seva gran bellesa. L'actor i productor americà Kirk Douglas veu una foto d'ella a la revista Life i li proposa un paper en un western.
Els inicis d'Elsa Martinelli en el cinema són fulgurants, gràcies al seu paper d'índia a The Indian Fighter (André De Toth, 1955), que marca encara avui la memòria de molts cinèfils. I aquesta dona d'una bellesa rara és també una actriu excel·lent.
Còmoda tant en el melodrama (La risaia, de Raffaello Matarazzo, el 1956) com en la comèdia (Donatella, de Mario Monicelli, el 1956), segueix una carrera internacional. La seva sofisticació sedueix Roger Vadim, que li confia el paper d'una vampira a Il sangue e la rosa (1960). Alterna les pel·lícules de prestigi (Hatari!, de Howard Hawks, el 1962; Le Procés, d'Orson Welles, el 1962) i drames més intimistes (L'Amica, d'Alberto Lattuada, el 1969).
El 1956 va guanyar l'Ós de Plata de la Berlinale a la Millor Actriu pel seu treball en el film Donatella, de Mario Monicelli.
A partir dels anys 1970, les seves activitats de dona de negocis s'imposen sobre la seva carrera cinematogràfica, i Elsa Martinelli es llança a la moda creant una empresa de disseny i de confecció amb seu a Roma i a Milà.
Elsa Martinelli és la mare de l'actriu italiana Cristiana Mancinelli.

## Filmografia[4]

### Cinema
- 1953 Se vincessi cento milioni: Anna
- 1955 The Indian Fighter d'André De Toth: Onahti
- 1956 La Risaia: Elena
- 1956 Donatella de Mario Monicelli: Donatella
- 1957 Manuela de Guy Hamilton: Manuela Hunt
- 1957 Four Girls in Town: Maria Antonelli
- 1958 La mina: Lucia
- 1959 I battellieri del Volga de Victor Tourjansky: Mascha
- 1959 Ciao, ciao, bambina de Sergio Grieco: Diana
- 1959 La nit forta (La notte brava) de Mauro Bolognini: Anna
- 1959 Tunisi top secret: Kathy Sands
- 1959 Costa Azzurra: Doriana
- 1960 La Menace de Gérard Oury: Lucile
- 1960 Il sangue e la rosa de Roger Vadim: Georgia Monteverdi
- 1960 Le Capitan d'André Hunebelle: Gisèle d'Angoulême
- 1960 Un amore a Roma de Dino Risi: Fulvia
- 1960 I piaceri del sabato notte: L'indossatrice romana
- 1960 Il carro armato dell'8 Settembre: Mirella
- 1962 Hatari ! de Howard Hawks: Anna Maria «Dallas» D'Allessandro
- 1962 Le Procès d'Orson Welles: Hilda
- 1962 The Pigeon That Took Rome de Melville Shavelson: Antonella Massimo
- 1963 Rampage de Phil Karlson: Anna
- 1963 Hotel International (The V.I.P.s) d'Anthony Asquith: Gloria Gritti
- 1964 De l'amour de Jean Aurel: Mathilde
- 1965 La Fabuleuse Aventure de Marco Polo de Denys de La Patellière: La noia au fouet
- 1965 Je vous salue, mafia ! de Raoul Lévy: Sylvia
- 1965 La desena víctima (La decima vittima) d'Elio Petri: Olga
- 1965 Un milliard a un billard de Nicolas Gessner: Juliette
- 1965 L'Or du duc de Jacques Baratier: Sonia
- 1967 Le Plus Vieux Métier du monde de Mauro Bolognini: Domitilla
- 1967 Woman Times Seven de Vittorio De Sica: La senyora al supermercat
- 1967 Qualcuno ha tradito: Laureen
- 1967 Maroc, dossier Número 7: Claudia
- 1968 Manon 70 de Jean Aurel: Annie
- 1968 Un dollaro per 7 vigliacchi: Vic Shaw
- 1968 Candy de Christian Marquand: Livia
- 1968 Il mio corpo per un poker: Belle Starr
- 1969 Maldonne de Sergio Gobbi: Gilberte de Baer
- 1969 Les Chemins de Katmandou d'André Cayatte: Martine
- 1969 L'Amica d'Alberto Lattuada: Carla Nervi
- 1969 Una sull'altra: Jane
- 1969 Si avui és dimarts, això és Bèlgica (If it's Tuesday, This Must Be Belgium): Maria
- 1970 OSS 117 prend des vacances de Pierre Kalfon: Elsa
- 1971 La araucana de Julio Coll
- 1971 La Part des lions de Jean Larriaga: Annie
- 1985 Sono un fenomeno paranormale de Sergio Corbucci
- 1988 Pygmalion 88 de Flavio Mogherini
- 1992 Once Upon a Crime... d'Eugene Levy: Carla

### Televisió
- 1964 The Rogues (Sèrie TV): Maria Kuzenkov
- 1979 Return of the Saint (Sèrie TV): Renata Lucci
- 1994 Alles Glück dieser Erde (Sèrie TV): Carlotta Pirri
- 1995 Il Barone (Sèrie TV): Maria de Martigny
- 2005 Orgoglio (Sèrie TV): Duquessa di Monteforte

## Premis
- 1956: Ós de Plata a la millor interpretació femenina per la seva interpretació a Donatella de Mario Monicelli[5]